# Aphelion
«Aphelion» — третій студійний альбом австрійського симфонічного павер-метал-гурту Edenbridge. Реліз відбувся 27 січня 2003 через лейбл Massacre Records. В Японії альбом вийшов 5 березня 2003 через лейбл Nexus Records.

## Список композицій
1. "The Undiscovered Land" (06:08)
2. "Skyward" (04:39)
3. "The Final Curtain" (04:44)
4. "Perennial Dreams" (04:57)
5. "Fly At Higher Game" (04:48)
6. "As Far As Eyes Can See" (04:35)
7. "Deadend Fire" (04:25)
8. "Farpoint Anywhere" (04:13)
9. "Where Silence Has Lease" (04:43)
10. "Red Ball In Blue Sky (з Ді. Сі. Купером)" (09:11)
11. "The Whispering Gallery (європейський бонусний трек обмеженого видання)" (05:17)
12. "On The Verge Of Infinity (японський бонусний трек)" (04:52)

## Учасники запису
Edenbridge
- Сабіна Едельсбахер – вокал
- Арне "Ланвалль" Стокхаммер – електрогітара, ритм-гітара, бас-гітара, клавішні
- Роланд Навратил – ударні
- Андреас Айблер – гітари